# Bijbaan
Een bijbaan is een deeltijdbaan en meestal van toepassing op scholieren en studenten. De meeste bijbaantjes zijn in supermarkten, horeca of landbouw. Het gaat meestal om ongeschoolde banen van gemiddeld 8 uur per week. Werkgevers zijn erg blij met bijbaantjes omdat minderjarigen een stuk goedkoper zijn in loonkosten dan volwassen werknemers.

## Supermarkten
In supermarkten worden meestal 15- of 16-jarigen aangenomen. Doorgaans krijgen zij twee tot drie tijdelijke contracten, mede dankzij de flexwet. Deze wet stelt dat een werkgever na 4 tijdelijke contracten een vast contract aan de werknemer moet geven wanneer verlengd moet worden. In de regel ziet men dat een 18- of19-jarige voor supermarkten en soortgelijke branches te duur wordt bevonden en het contract niet meer wordt verlengd. Volgens critici zou dit de jeugdwerkloosheid stimuleren.